# 前缘缝翼

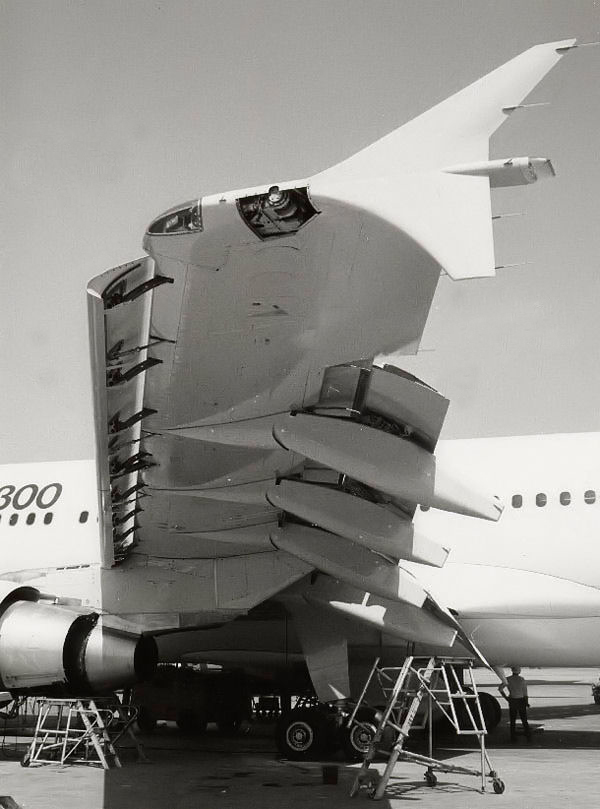
上图为空中客车A310-300的机翼，左侧展开的为前缘缝翼，右侧张开的为襟翼。清晰可见前缘缝翼展开后和机翼之间有一道让气流通过的缝隙。

前缘缝翼（英語：Slat）是安装在固定翼飞机机翼前端的狭长小翼，通常在飞机起飞和降落时展开。前缘缝翼展开后，機翼之間有一道狭长的縫隙，可以让气流通过（右图）。
前缘缝翼的主要功能在于提高飞机的失速临界迎角，让飞机起飞时不至于机头拉得过高而造成突然失速。也能有效降低飞机的进场速度，让飞机的降落更加安全。同时缩短飞机起飞和降落的距离，降低对跑道长度的要求。有时在飞机接近失速状态时也会张开，并使产生的阻力降到最低。

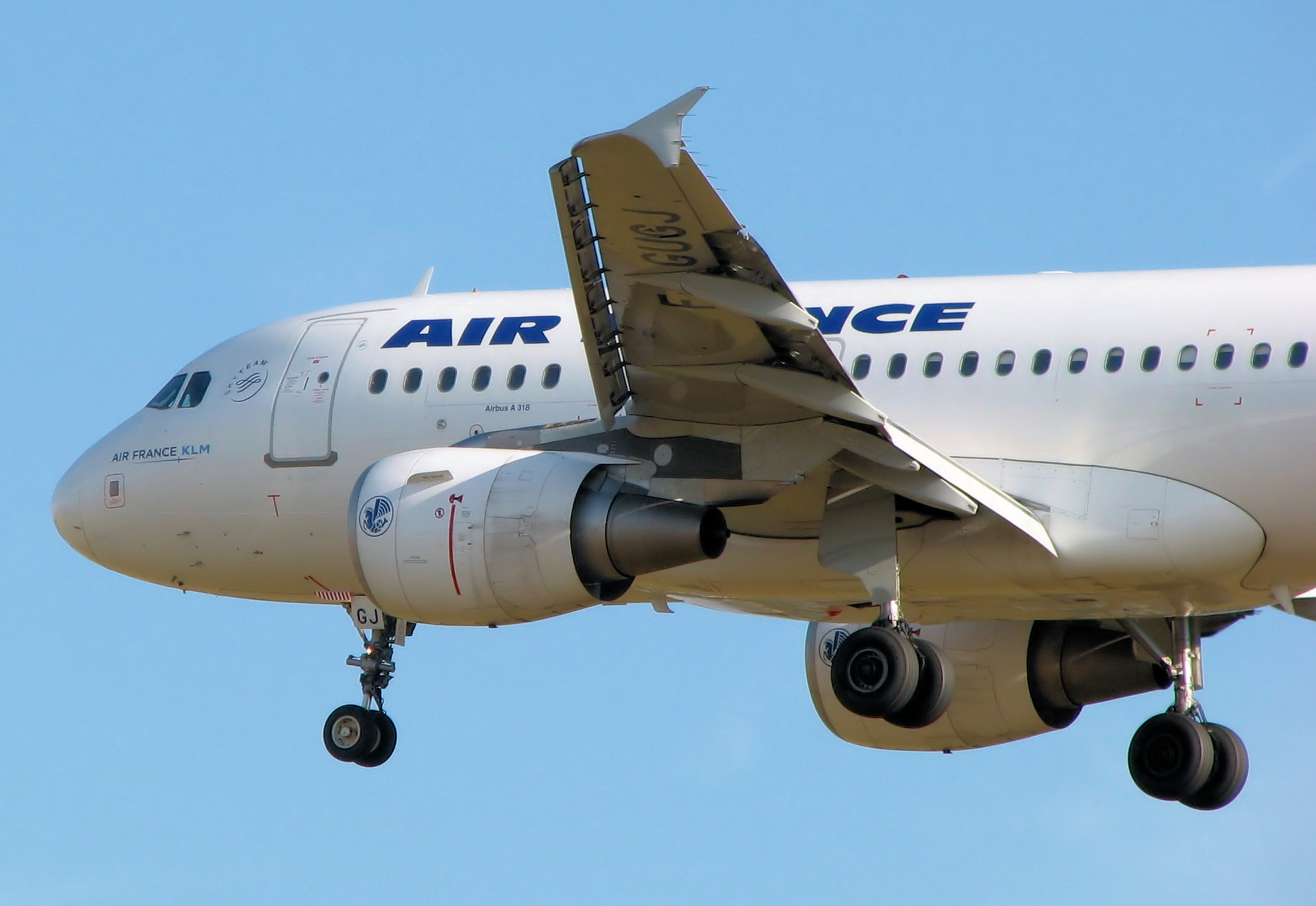
法國航空的空中客车A318展开前缘缝翼。

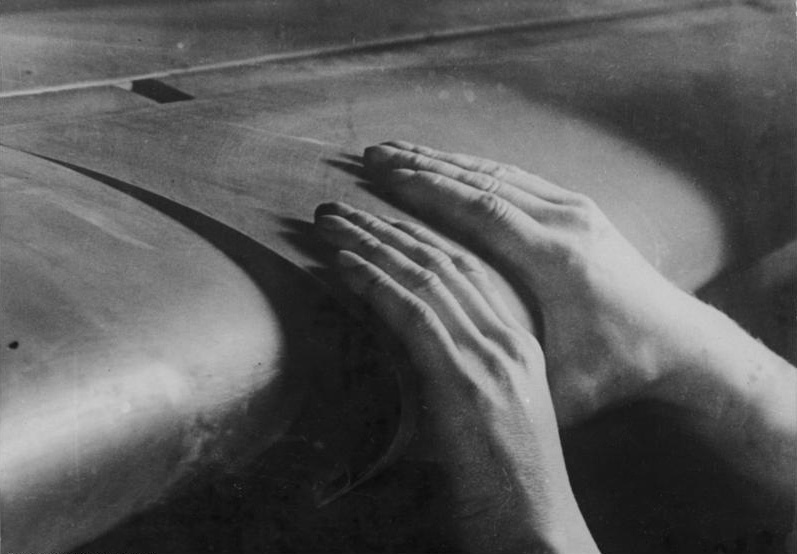
Bf 109戰鬥機的前缘缝翼。

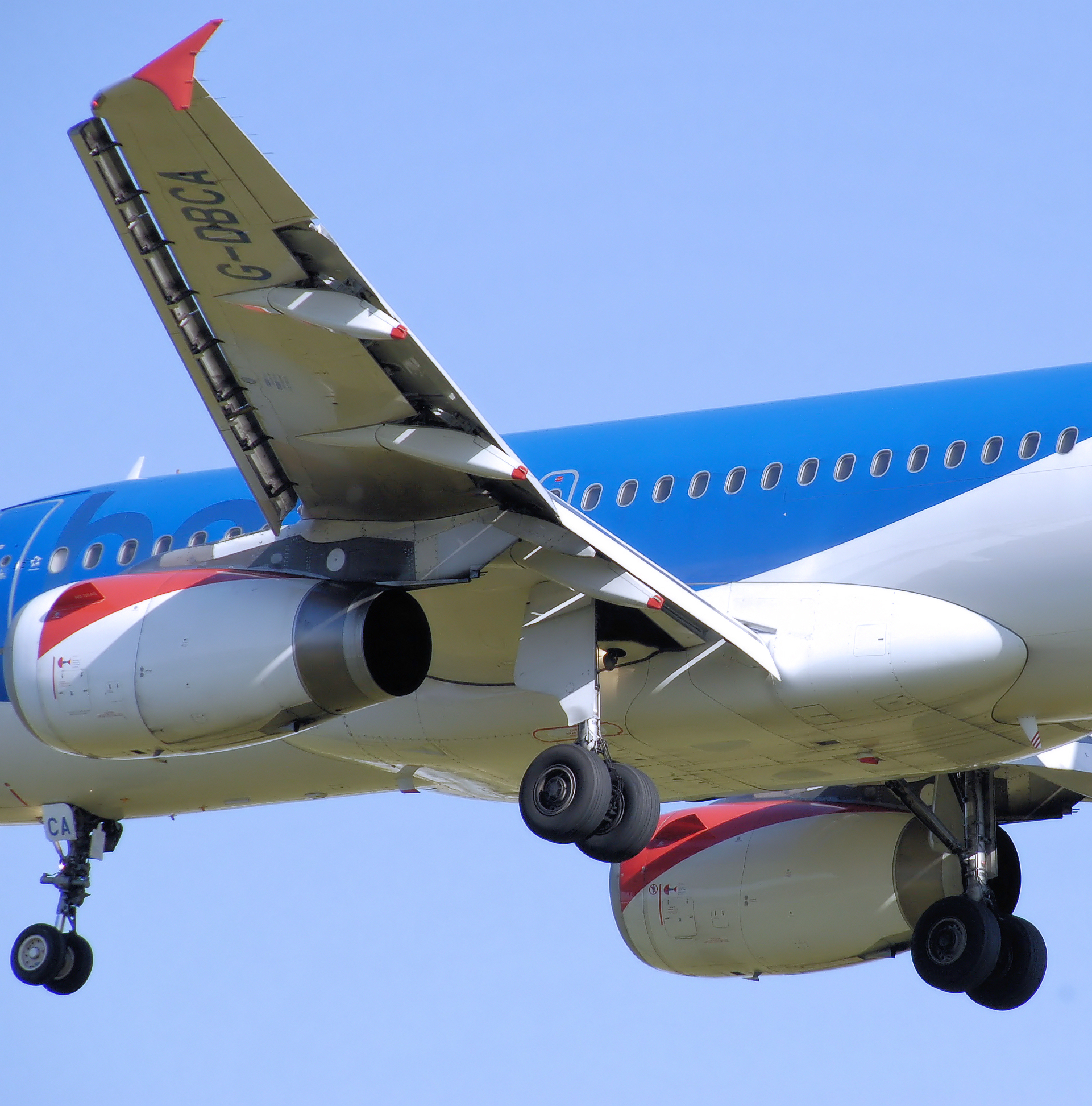
清晰可见空中客车A319展开前缘缝翼和襟翼。

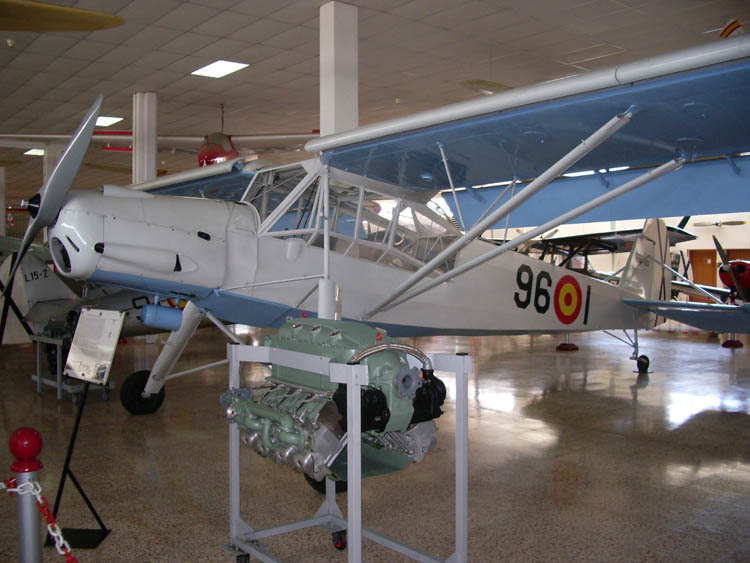
停放在博物馆里的一架德国早期Fi156白鹳式飞机，使用的固定式前緣縫翼。

## 工作原理及作用
通常情况下，前缘缝翼的翼弦面积比机翼的面积要小得多，只是机翼前方很小的一部分。但是当飞机起飞或降落时，机头朝上，前缘缝翼伸展开，却能改变整个机翼前缘的形状。早期的空气动力学家，包括德国力学家路德維希·普朗特认为前缘缝翼的作用原理在于减弱了吹向机翼的气流，让大量气流从前缘缝翼和机翼间的缝隙通过。通过改变机翼的形状和气动结构而使飞机得到更大的失速臨界迎角。
但是后来实验证明，通过这道缝隙的气流相比机翼上缘的气流来说微不足道，甚至不能算作是高速气流。现在空气动力学公认的前缘缝翼工作原理是随着飞机迎角的增大，机翼上表面的分离区逐渐向前移。一旦增大到临界迎角时，机翼的升力系数急剧下降，造成飞机失速。而当前缘缝翼打开时，它与基本机翼前缘之间产生了一道缝隙，让下翼面压强较高的气流通过这道缝隙得到加速而流向上翼面，增大了上翼面附面层中气流的速度，降低了压强，消除了分离旋涡，从而延缓了气流分离，避免了大迎角下的失速，使得升力系数得到提高。
因此，前缘缝翼的作用主要有两个：一是提高了飞机的临界迎角，使飞机不容易失速；二是增大机翼的升力系数。其中前者是主要功能。这种装置在大迎角下，特别是接近或超过基本机翼的临界迎角时才使用，因为只有在这种情况下，机翼上才会产生气流分离。
前缘缝翼上常常能找到飞机飞行过程中和鸟类碰撞的残留物。

## 种类

### 固定式前缘缝翼
固定式前缘缝翼和机翼之间有一条固定的狭缝，整个结构不能随迎角的改变而开闭关闭。其优点在于结构简单，但在高速飞行时，造成机翼所受到的阻力也急剧增大，增大飞行能量的损耗。因此目前应用不多，只有在早期低速轻型螺旋桨飞机上使用。

### 自动式前缘缝翼
自动式前缘缝翼用滑动结构与机翼相连，能根据飞机迎角的变化自动开闭关闭。在小迎角情况下，整个结构处于闭合状态，减少机翼的阻力。当迎角增大到一定程度，高速气流将前缘缝翼自动吸开，达到增大临界仰角的目的。目前绝大多数飞机配备的均为这类前缘缝翼。

### 动力式前缘缝翼
前缘缝翼連接有液壓機構等，可由飛行員或飛行電腦控制收放，一般用於客機上。

## 发展历史
前缘缝翼的结构最早由德国空气动力学家古斯塔夫·拉赫曼于1918年发明。1917年8月，一架小飞机因失速坠毁，古斯塔夫便希望通过增加一块前缘缝翼来让飞机不容易失速，为此他在德国科隆制作了一台木质的模型。1918年，他在德国发表自己的设计，然而德国的专利局并未批准，因为他们不相信一块小小的前缘缝翼能起到如此的作用。
然而与此同时，在英国的亨德里·佩奇公司也设计出一种分离的机翼，通过氣流分離来获得更大的仰角，并于1919年报请了专利局。为了避免专利纠纷，该公司还和古斯塔夫签订了一份知识产权的归属合同。同年，第一架采用这种分离式机翼的德哈維蘭 DH.9飞机出厂下线。之后更是推出了改进的型号D.H.4。后者配备的更大前缘缝翼和特殊的后部副翼结构，其中后者亦是现代飞机襟翼的原型。通过这种设计，使得飞机在低速飞行时的性能更为出色。数年之后，古斯塔夫更是被亨德里·佩奇公司收到麾下，负责飞机的研发设计工作。
1920年代，一个公司的主要利润往往来自于其旗下的知识产权。当时不少的飞机公司采用固定式前缘缝翼的机翼结构设计，大量运用于轻型飞机上，以达到短距离起飞的目的。
到了第二次世界大战，前缘缝翼的气动设计有更进了一步，使得翼面受到的空气阻力更小，并且逐步开始采用固定式的设计来应对逐渐提高的飞行速度。著名的飞机有德国的Fi156白鹳式飞机虽然其采用了固定式前缘缝翼，但是其气动性能相当优异。经过测试，它的起飞距离只要45米（150英尺），降落距离更是只需18米（60英尺）。之后德国的梅塞施密特飞机公司设计的飞机更是全部采用了前缘缝翼的设计。
二战后，大型飞机更是纷纷采用这种设计。这时的前缘缝翼已经开始采用液压或者电力来控制。

## 控制
- 自动 - 飞行电脑自动控制前缘缝翼的伸缩，以得到最适合飞行状态的气动结构。
- 手动 - 由飞行员控制，随着襟翼的展开而展开。大多数飞机的前缘缝翼都采用手动的设计。
- 被動 - 利用機械結構或彈簧裝置令前緣縫翼隨氣流衝擊被動收放。
- 固定 - 有一部分的飞机（通常是低速飞行的轻型飞机），其前缘缝翼是固定在展开状态的。

## 研究
前缘缝翼的设计更是不断地在改进以得到更好的性能。例如结构更加牢固可靠，进一步增大仰角，并且减少自身造成的阻力等等。最新的前缘缝翼的设计，尤其是战斗机，更是考虑到了其躲避雷达侦测的低可偵測性技術性能。这类设计将在第五代战斗机中大量运用。
美国国家航空航天局设计的X-53试验机的机翼角度可变，其前缘缝翼的角度也会自动跟着调整。